# Vatin
Vatin (izvirno srbsko Ватин) je naselje v Srbiji, ki upravno spada pod Občino Vršac; slednja pa je del Južnobanatskega upravnega okraja.

## Demografija
V naselju živi 214 polnoletnih prebivalcev, pri čemer je njihova povprečna starost 46,3 let (44,1 pri moških in 48,5 pri ženskah). Naselje ima 99 gospodinjstev, pri čemer je povprečno število članov na gospodinjstvo 2,53.
Prebivalstvo je večinoma nehomogeno, a v času zadnjih treh popisov je opazno zmanjšanje števila prebivalcev.
|  |

| Demografija | Demografija     | Demografija     |
| Leto        | Št. prebivalcev | Št. prebivalcev |
| ----------- | --------------- | --------------- |
|             |                 |                 |
|             |                 |                 |
|             |                 |                 |
|             |                 |                 |
| 1948        | 548             |                 |
| 1953        | 586             |                 |
| 1961        | 553             |                 |
| 1971        | 489             |                 |
| 1981        | 417             |                 |
| 1991        | 316             | 308             |
| 2002        | 261             | 250             |
|             |                 |                 |

| Etnična sestava po popisu iz leta 2002 | Etnična sestava po popisu iz leta 2002 | Etnična sestava po popisu iz leta 2002 | Etnična sestava po popisu iz leta 2002 | Etnična sestava po popisu iz leta 2002 |
| -------------------------------------- | -------------------------------------- | -------------------------------------- | -------------------------------------- | -------------------------------------- |
| Srbi                                   | Srbi                                   |                                        | 133                                    | 53,2%                                  |
| Madžari                                | Madžari                                |                                        | 67                                     | 26,8%                                  |
| Jugoslovani                            | Jugoslovani                            |                                        | 12                                     | 4,8%                                   |
| Romuni                                 | Romuni                                 |                                        | 10                                     | 4,0%                                   |
| Nemci                                  | Nemci                                  |                                        | 5                                      | 2,0%                                   |
| Slovenci                               | Slovenci                               |                                        | 3                                      | 1,2%                                   |
| Makedonci                              | Makedonci                              |                                        | 2                                      | 0,8%                                   |
| Čehi                                   | Čehi                                   |                                        | 1                                      | 0,4%                                   |
| Neznano                                | Neznano                                |                                        | 8                                      | 3,2%                                   |